# Жибек Жолы (Акмолинская область)
Жибек Жолы (каз. Жібек Жолы, до 2007 года — Александровка) — посёлок в Аршалынском районе Акмолинской области Казахстана. Образует административно-территориальную единицу поселок Жибек жолы. Код КАТО — 113433100.

## География
Посёлок расположен на правом берегу реки Ишим, в западной части района, на расстоянии примерно 38 километров (по прямой) к северо-западу от административного центра района — посёлка Аршалы.
Абсолютная высота — 369 метров над уровнем моря.
Климат холодно-умеренный, с хорошей влажностью. Среднегодовая температура воздуха отрицательная и составляет около −4,1 °C. Среднемесячная температура воздуха в июле достигает +20,3 °C. Среднемесячная температура января составляет около −14,4 °C. Среднегодовое количество осадков составляет около 420 мм. Основная часть осадков выпадает в период с июня по июль.
Ближайшие населённые пункты: посёлок Куйгенжар — на северо-западе, разъезд 102 — на севере, село Жалтырколь — на юге.
Через село проходит автодорога республиканского значения — М-36 «Граница РФ (на Екатеринбург) — Алматы, через города Костанай, Астана, Караганда»

## Население
| 1989 | 1999  | 2009  | 2021  |
| ---- | ----- | ----- | ----- |
| 2528 | ↘2487 | ↗3873 | ↗3945 |

В 1989 году население села составляло 2528 человек (из них русские — 43 %, немцы — 25 %).
В 1999 году население села составляло 2487 человек (1269 мужчин и 1218 женщин). По данным переписи 2009 года в селе проживали 3873 человека (1906 мужчин и 1967 женщин).

## Транспорт
Жибек Жолы расположен вблизи дороги M-36 Астана — Караганда. Транспортное сообщение с городом Астана обеспечивается пригородными маршрутами № 304 и 322.

## Улицы[13]
| - массив 3 - микрорайон Жана аул 2030 - микрорайон Микрорайон - микрорайон Саяжай - микрорайон Юбилейный - микрорайон № 1 - микрорайон № 2 - микрорайон № 3 - микрорайон № 4 - микрорайон № 5 - микрорайон № 7 - ул. Абая Кунанбаева - ул. Абылай хана - ул. Айтматов - ул. Акана Курманова - ул. Акжайык - ул. Аль Фараби - ул. Алихана Бокейханлва - ул. Алия Молдагулова - ул. Алматылык - ул. Ахмета Байтурсынова - ул. Бауыржана Момышулы - ул. Бейбарыс - ул. Бейбитшилик - ул. Бирлик | - ул. Бухар Жырау - ул. Гумилев - ул. Динмухаммеда Кунаева - ул. Дины Нурпеисовой - ул. Достык - ул. Енбек - ул. Ермеков - ул. Жамбыла Жабаева - ул. Желтоксан - ул. Женис - ул. Жетысу - ул. Затаевич - ул. Игилик - ул. Кажымукана - ул. Казыбек би - ул. Карасу - ул. Кенес - ул. Кенесары хана - ул. Конституция - ул. Коркыт баба - ул. Кошкарбаева - ул. Кулагаер - ул. Маметова - ул. Мойылды - ул. Мукагали Макатаева | - ул. Мухтара Ауэзова - ул. Нуркена Абдирова - ул. Панфилова - ул. Промышленная - ул. Республика - ул. Рыскулова - ул. Сары Арка - ул. Сатпаева - ул. Сейдимбеков - ул. Сейфуллина - ул. Сери - ул. Сыганак - ул. Тлендиев - ул. Толе би - ул. Туран - ул. Улытау - ул. Шакена Айманова - ул. Шамши Калдаякова - ул. Шокана Уалиханова - ул. Шокой - ул. Ыбырая Алтынсарина |